# Montura altazimutal

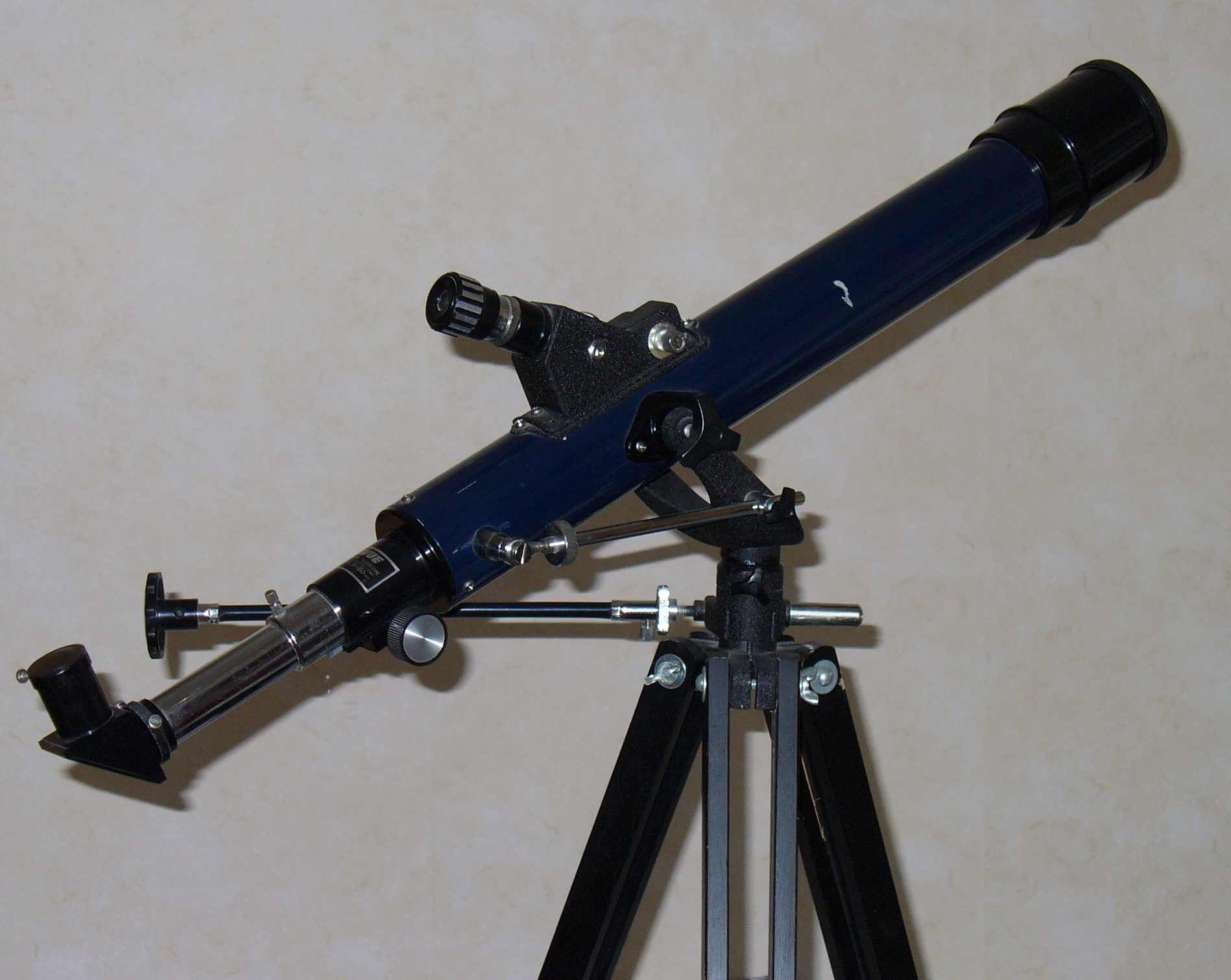
Pequeño telescopio refractor con una montura altazimutal.

Una montura altazimutal,  es un soporte para telescopios o cámara fotográficas, que permite moverlos en dos ejes perpendiculares de movimiento horizontal (azimut) y vertical (altura). Estos movimientos son medidos en relación con el observador (que tiene posición 0° azimut, 0° altura). Es la montura más adecuada para observación de objetos terrestres.
Al movimiento horizontal se le llama azimut, y su medida son grados (de 0° a 360°) del eje X (en el plano cartesiano). Al movimiento vertical se le llama altura o elevación, y es el movimiento imaginario que describe un círculo de 360° y que cruza el eje Y siendo proyectado al eje Z.
Por ejemplo si uno ve una constelación determinada o un cuerpo celeste, puede referirse a ella como: Azimut = 270°20'13", Altitud = 45°12'3".
A diferencia de la montura ecuatorial estos dos ejes son el azimut en la horizontal y la altura en la vertical. Y la principal diferencia es que las coordenadas están referidas y medidas desde la posición del observador, mientras que la ecuatorial tiene sus referencias en el ecuador celeste, en la eclíptica y en la esfera celeste (proyección esférica del cielo visible).